# Ugo di Tours
Ugo (seconda metà del secolo VIII – Pavia, 20 ottobre 837) fu conte di Tours dall'inizio del IX secolo all'828.

## Origine
Secondo il cronista Thegano, Ugo era discendente dalla famiglia degli Eticonidi, figlio, molto probabilmente, del conte Liutfrido II di Sundgau e di Bava d'Alsazia.

## Biografia
Da un documento dell'8 aprile 807 si apprende che il conte Ugo ricevette dall'imperatore Carlomagno due proprietà, una nell'Angiò ed una nelle vicinanze di Prüm.
Nell'811, secondo il cronista Eginardo, assieme ad Haido vescovo di Basilea ed al longobardo Aione conte del Friuli, per incarico dell'imperatore Carlo Magno, Ugo, definito conte di Tours, venne inviato a Costantinopoli per ratificare il trattato concordato con l'inviato dell'imperatore bizantino Niceforo I, lo spatharius Arsafio, mentre gli Annales Fuldenses precisano che furono inviati per firmare la pace con l'imperatore bizantino Niceforo I.

Nell'821 diede in moglie sua figlia Ermengarda al figlio primogenito dell'imperatore Ludovico il Pio, Lotario, che l'anno seguente si recò con la moglie a prendere possesso del Regnum Italicum.
Secondo la Vita Hludowici Imperatoris, nell'827 Ugo conte di Tours, assieme a Matfrid I, conte d'Orléans, furono invitati ad unirsi al re d'Aquitania Pipino I per portare aiuto alla città di Barcellona, assediata dai Mori guidati dal generale Ubayd Allah, detto Abu Marwan. Al loro arrivo, però, il conte di Barcellona Bernardo di Settimania aveva già sconfitto gli assedianti e respinto i Mori fuori dalla contea.
Nell'828, per la sua inerzia all'assedio di Barcellona, fu privato della contea di Tours, come Matfrid I veniva privato della contea di Orléans; infatti, secondo il cronista Adrevaldo (Adrevaldo Monacho Floriacensi), nel suo Miracula Sancti Benedicti, Matfrid fu privato della contea a favore di Oddone d'Orléans.
Nell'830, secondo la Thegani Vita Hludowici Imperatoris fu tra coloro che lanciarono l'accusa di adulterio contro Bernardo di Settimania e Giuditta di Baviera, la moglie dell'imperatore Ludovico il Pio. Ed in seguito, dopo la fuga di Bernardo di Settimania, partecipò alla cattura dell'imperatore a Compiègne e all'allontanamento di Giuditta dalla corte.
Nell'833, Ugo fu molto probabilmente tra coloro che appoggiarono la ribellione dei tre figli, suo genero Lotario I, Ludovico II il Germanico e Pipino I, contro l'imperatore. Poi l'anno successivo si schierò a fianco del co-imperatore, Lotario, ma fu sconfitto dai fedeli di Ludovico il Pio in Bretagna, infatti, dopo che l'imperatore Ludovico il Pio, nell'834, era ritornato al potere, Ugo, timoroso si gettò ai piedi di Ludovico, come aveva già fatto suo genero, Lotario, giurandogli fedeltà.
Ugo, in seguito, raggiunse la figlia ed il genero in Italia dove ottenne la signoria di Locate, vicino a Milano.
Secondo la Vita Hludowici Imperatoris, Ugo, il conte d'Orleans, Matfrid I ed altri nobili morirono negli ultimi mesi dell'836; mentre, secondo gli Annales Fuldenses, Ugo morì nei pressi di Pavia in Italia, nell'837.
Ugo fu sepolto nel duomo di Monza.

## Matrimonio e discendenza
Ugo sposò Ava o Bava, come risulta dal testamento di Gerardo di Rossiglione, conte di Vienne, da cui ebbe sei figli:
- Ermengarda († 20 marzo 851), sposò Lotario I e fu imperatrice;
- Adelaide († dopo l'866) contessa di Parigi, e poi, marchesa di Neustria;
- Berta († 6 novembre 851), che sposò il conte di Vienne, Gerardo di Rossiglione;
- Ugo († prima del 25 gennaio 835);
- Luitfrido II († 864/6), che secondo gli Annales Bertiniani, fu un sostenitore del re di Lotaringia, Lotario II[18];
- Berengario († 838), che fu in competizione con Bernardo I per il governo della Settimania[14].

## Ascendenza
|                         |   |                     | Genitori |  |  | Nonni |  |  | Bisnonni              |  |  | Trisnonni |  |
|                         |   |                     |          |  |  |       |  |  | Adalberto I d'Alsazia |  |  | Eticone   |  |
|                         |   |                     |          |  |  |       |  |  | Adalberto I d'Alsazia |  |  | Eticone   |  |
|                         |   | Berswinde           |          |  |  |       |  |  | Adalberto I d'Alsazia |  |  |           |  |
| Liutfrido I d'Alsazia   |   |                     |          |  |  |       |  |  | Adalberto I d'Alsazia |  |  |           |  |
|                         |   | Gerlinde di Pfalzel | …        |  |  |       |  |  |                       |  |  |           |  |
|                         |   | Gerlinde di Pfalzel | …        |  |  |       |  |  |                       |  |  |           |  |
|                         |   | Gerlinde di Pfalzel | …        |  |  |       |  |  |                       |  |  |           |  |
| Liutfrido II di Sundgau |   | Gerlinde di Pfalzel |          |  |  |       |  |  |                       |  |  |           |  |
|                         |   | …                   | …        |  |  |       |  |  |                       |  |  |           |  |
|                         |   | …                   | …        |  |  |       |  |  |                       |  |  |           |  |
|                         |   | …                   | …        |  |  |       |  |  |                       |  |  |           |  |
| Iltrude                 |   | …                   |          |  |  |       |  |  |                       |  |  |           |  |
|                         |   | …                   | …        |  |  |       |  |  |                       |  |  |           |  |
|                         |   | …                   | …        |  |  |       |  |  |                       |  |  |           |  |
|                         |   | …                   | …        |  |  |       |  |  |                       |  |  |           |  |
| Ugo di Tours            |   | …                   |          |  |  |       |  |  |                       |  |  |           |  |
|                         | … | …                   |          |  |  |       |  |  |                       |  |  |           |  |
|                         | … | …                   |          |  |  |       |  |  |                       |  |  |           |  |
|                         | … | …                   |          |  |  |       |  |  |                       |  |  |           |  |
| …                       | … |                     |          |  |  |       |  |  |                       |  |  |           |  |
|                         |   | …                   | …        |  |  |       |  |  |                       |  |  |           |  |
|                         |   | …                   | …        |  |  |       |  |  |                       |  |  |           |  |
|                         |   | …                   | …        |  |  |       |  |  |                       |  |  |           |  |
| Iltrude di Wormsgau     |   | …                   |          |  |  |       |  |  |                       |  |  |           |  |
|                         |   | …                   | …        |  |  |       |  |  |                       |  |  |           |  |
|                         |   | …                   | …        |  |  |       |  |  |                       |  |  |           |  |
|                         |   | …                   | …        |  |  |       |  |  |                       |  |  |           |  |
| …                       |   | …                   |          |  |  |       |  |  |                       |  |  |           |  |
|                         |   | …                   | …        |  |  |       |  |  |                       |  |  |           |  |
|                         |   | …                   | …        |  |  |       |  |  |                       |  |  |           |  |
|                         |   | …                   | …        |  |  |       |  |  |                       |  |  |           |  |
|                         |   | …                   |          |  |  |       |  |  |                       |  |  |           |  |

### Fonti primarie
- (LA)  Monumenta Germaniae Historica, Scriptores, tomus II.
- (LA)  Monumenta Germaniae Historica, Diplomatum Karolinorum, tomus I.
- (LA)  Monumenta Germaniae Historica, Scriptores, tomus I.
- (LA)  Annales ecclesiastici francorum tomus VIII.
- (LA)  Nithardus, Historiae, liber I.
- (LA)  Rerum Gallicarum et Francicarum Scriptores, tomus XII.
- (LA)  Annales Bertiniani.

### Letteratura storiografica
- Gerhard Seeliger, "Conquiste e incoronazione a imperatore di Carlomagno", cap. XII, vol. II (L'espansione islamica e la nascita dell'Europa feudale) della Storia del Mondo Medievale, pp. 358–396.
- Gerhard Seeliger, "Legislazione e governo di Carlomagno", cap. XIV, vol. II (L'espansione islamica e la nascita dell'Europa feudale) della Storia del Mondo Medievale, pp. 422–455.
- René Poupardin, Ludovico il Pio, in «Storia del mondo medievale», vol. II, 1999, pp. 558–582
- René Poupardin, I regni carolingi (840-918), in «Storia del mondo medievale», vol. II, 1999, pp. 583–635